# 콜투르섬
콜투르섬(페로어: Koltur)은 페로 제도의 섬 중 하나이다.